# سلوى القزويني
سلوى القزويني هي إعلامية عراقية ومديرة مشروع العراق في الصندوق الإنمائي لهيئة الإذاعة البريطانية. عملت مذيعة للأخبار الاقتصادية في قناة الجزيرة من مكتبها في لندن ثم عملت بعد ذلك مذيعة للأخبار في قناة آي أن أن الإخبارية.

## وصلات خارجية
- حساب سلوى القزويني في فيسبوك  على فيسبوك.